# 진해현 관아 및 객사유지
진해현 관아 및 객사유지(鎭海縣 官衙 및 客舍遺止)는 대한민국 경상남도 창원시 마산합포구 진동면 진동리에 있는 조선시대의 관아 및 객사이다. 1985년 11월 14일 경상남도의 유형문화재 제244호로 지정되었다.

## 개요
조선 순조 32년(1832) 진해현감 이영모가 세운 관아건물로 지방업무를 보던 곳이다.
중심건물인 동헌을 중심으로 왼쪽에는 조정에서 파견된 관리들의 숙소였던 객사, 오른쪽에는 군령을 출납하는 사령청, 앞쪽에는 말을 사육하는 마방과 지방의 형사를 담당하는 형방소 등의 부속건물이 같이 있다.
동헌은 앞면 7칸·옆면 3칸의 ㅡ자형 건물이며 객사는 앞면 11칸·옆면 3칸의 건물이었으나, 1985년 불이나 객사는 건물 기단만이 남아있고 동헌은 여러 차례 보수가 있었다. 다른 건물들은 현대식 건물로 변해서 제 모습을 찾아 볼 수 없으며, 세울 당시의 위치를 정확히 추측하기 어렵다.
조선 후기의 지어진 관아건축 중에서도 그 부속건물의 대부분을 갖추고 있는 드문 예로서 건물의 배치나 건물형식·기능 등은 건축사 연구자료로서 큰 가치를 지니고 있다.

## 현지 안내문
진해현 관아와 부속 건물들은 1832년(순조 32)에 진해 현감 이영모가 건립하였다고 한다. 현재 진해현 관아에는 지방의 수령이 업무를 진행하던 동헌을 비롯하여 부속 건물이 남아 있다. 그러나 각기 다른 경역에 흩어져 있기 때문에, 건립 당시의 배치를 정확히 알기 어렵다. 다만, 지금의 배치를 근거로 유추해보면, 동헌을 중심으로 오른쪽에는 사령청, 왼쪽에는 객사, 앞쪽에는 마방과 형방소가 있었던 것으로 보인다.
진해현 관아는 조선 후기에 건립된 관아 중에서도 동헌과 그 부속 건물을 두루 갖추고 있는 희귀한 예이다. 따라서 그 건물 배치나 건물 형식, 기능 등 조선후기 지방관아 건축을 연구하는 데 없어서는 안 될 중요한 자료이다. 그러나 중요 건물들이 여러 차례 보수되었고, 객사가 1983년에 불에 타 없어졌기 때문에 관아의 원래의 모습을 찾아보기가 어렵다.

## 참고 자료
- 진해현 관아 및 객사유지 - 국가유산청 국가유산포털